# 西大外羽村
西大外羽村（にしおおとばむら）は、かつて岐阜県安八郡にあった村である。
現在の大垣市南西部（西大外羽・上屋）に該当し、杭瀬川沿いに位置する。
西大外羽村発足時は多芸郡の村であったが、安八郡に移動している。

## 歴史
- 1871年（明治4年） - 東大外羽村と西大外羽村が合併し、大外羽村となる。
- 1882年（明治15年） - 大外羽村が分割され、東大外羽村と西大外羽村となる。
- 1889年（明治22年）7月1日 - 西大外羽村と上屋村が合併し、改めて西大外羽村が発足。
- 1897年（明治30年）4月1日[1] - 多芸郡の分割により、多芸島村、上笠村、東大外羽村、高淵村とともに安八郡に編入される。残りは上石津郡と合併して養老郡となる。
- 1897年（明治30年）4月1日 - 多芸島村、上笠村、東大外羽村、高淵村、南杭瀬村の一部（旧・友江村）と合併し、改めて多芸島村が発足。同日西大外羽村廃止。